# Chloropsis venusta
El verdín frentiazul (Chloropsis venusta) es una especie de ave paseriforme de la familia Chloropseidae endémica de las selvas semimontanas de Sumatra.

## Estado de conservación
Se encuentra amenazada por la pérdida de su hábitat natural.